# Ircinia filamentosa
Ircinia filamentosa är en svampdjursart som först beskrevs av Jean-Baptiste Lamarck 1814.  Ircinia filamentosa ingår i släktet Ircinia och familjen Irciniidae. Inga underarter finns listade i Catalogue of Life.